# Speocera papuana
Speocera papuana is een spinnensoort uit de familie Ochyroceratidae. De soort komt voor in Nieuw-Guinea.